# Ratpenat de dues ratlles gros
El ratpenat de dues ratlles gros (Saccopteryx bilineata) és una espècie de ratpenat que es troba a Sud-amèrica i Meso-amèrica.